# Scoparia cyclophora
Scoparia cyclophora là một loài bướm đêm trong họ Crambidae.